# Cedric Henderson
Cedric Earl Henderson (ur. 11 marca 1975 w Memphis) – amerykański koszykarz, występujący na pozycjach skrzydłowego, mistrz D-League.
W 1993 wystąpił w meczu gwiazd amerykańskich szkół średnich - McDonald’s All-American.

## Osiągnięcia
NCAA
- Zaliczony do II składu konferencji USA – C-USA (1997)[2]

NBA
- Zaliczony do składu II składu debiutantów NBA (1998)[3]
- Uczestnik Rookie Challenge (1998)[2]

Inne drużynowe
- Mistrz NBDL (2003)[4]
- Finalista Superpucharu Cypru (2007)[4]
- Uczestnik rozgrywek Eurocup (2006–2008)[5]

Inne indywidualne
- Zaliczony do składu All-NBDL Honorable Mention (2003)[4]